# Mank Original Musical Score
Die Musik für den Film Mank von David Fincher wurde von Trent Reznor und Atticus Ross komponiert. Das Soundtrack-Album wurde am 4. Dezember 2020 von The Null Corporation veröffentlicht. Im Rahmen der Oscarverleihung 2021 erhielten Reznor und Ross hierfür eine Nominierung für die beste Filmmusik.

## Entstehung

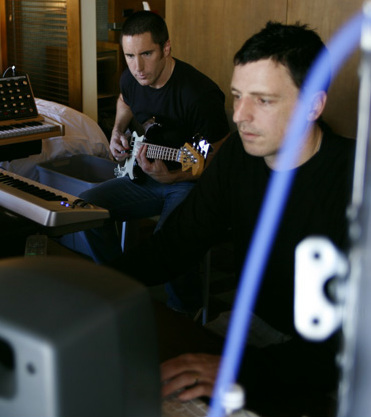
Trent Reznor (links) und Atticus Ross arbeiten bereits seit Jahren zusammen, zuletzt auch für Regisseur David Finchers Film Gone Girl.

Die Musik für den Film Mank von David Fincher komponierten Trent Reznor und Atticus Ross. Fincher arbeitete mit ihnen bereits für Gone Girl und hiervor für The Social Network zusammen. Der Film Mank spielt Anfang der 1940er Jahre und erzählt von dem Drehbuchautor Herman J. Mankiewicz, der sich in einem Streit mit Orson Welles befindet, dem Regisseur von Citizen Kane, über das Drehbuch für seinen neuen Film. Da Fincher dem Film den Look und Sound eines alten, längst vergessenen Films verleihen wollte, verwendeten Reznor und Ross nur Instrumente aus den 1940er Jahren, um den Soundtrack entsprechend der Kulisse des Films zu komponieren.

## Veröffentlichung
Im Oktober 2020 stellten Reznor und Ross ein 11-minütiges „first listen“ vor, unter anderem bei YouTube. Das komplette Soundtrack-Album mit insgesamt 52 Musikstücken wurde am 4. Dezember 2020 von The Null Corporation als Download veröffentlicht. Darunter befindet sich auch der Song (If Only You Could) Save Me, gesungen von Adryon de León.

## Titelliste
- 1. Welcome to Victorville (2:15)
- 2. Trapped! (1:17)
- 3. All This Time (2:01)
- 4. Enter Menace (0:48)
- 5. First Dictation (2:23)
- 6. A Fool’s Paradise (1:33)
- 7. Once More Unto the Breach (2:05)
- 8. About Something (0:54)
- 9. Glendale Station (1:16)
- 10. What’s at Stake? (0:53)
- 11. Every Thing You Do (3:01)
- 12. Cowboys and Indians (1:20)
- 13. Presumed Lost (1:09)
- 14. (If Only You Could) Save Me (3:18)
- 15. Means of Escape (0:49)
- 16. All This Time (A White Parasol) (0:34)
- 17. M.G.M. (2:51)
- 18. A Respectable Bribe (1:03)
- 19. I, Governor of California (1:32)
- 20. A Leaden Silence (0:54)
- 21. San Simeon Waltz (4:55)
- 22. Time Running Out (0:44)
- 23. Mank-heim (1:24)
- 24. Lend Me a Buck? (1:20)
- 25. You Wanted to See Me? (1:03)
- 26. In Your Arms Again (3:18)
- 27. The Dark Night of the Soul (1:09)
- 28. Clouds Gather (0:13)
- 29. Way Back When (3:19)
- 30. An Idea Takes Hold (3:40)
- 31. Marion’s Exit (3:18)
- 32. Absolution (1:05)
- 33. Scenes from Election Night (4:23)
- 34. Election Night-mare (1:31)
- 35. All This Time (Dance Interrupted) (1:01)
- 36. All This Time (Victorious) (1:12)
- 37. I’m Eve (0:32)
- 38. A Rare Bird (2:10)
- 39. Look at What We Did (2:30)
- 40. Menace Returns (0:33)
- 41. Forgive Me (2:15)
- 42. Final Regards (1:11)
- 43. Where Else Would I Be? (1:04)
- 44. The Organ Grinder (1:52)
- 45. All This Time (Not No More) (1:13)
- 46. Costume Party (1:10)
- 47. Dulcinea (0:37)
- 48. Shoot-out at the OK Corral (1:42)
- 49. The Organ Grinder’s Monkey (2:24)
- 50. An Act of Purging Violence (0:38)
- 51. All This Time (Happily Ever After) (4:45)
- 52. A Rare Bird (Reprise) (2:26)

## Rezeption
Immer wieder hieß es in Kritiken zum Film, die Musik der alten Schule besitze „Hollywood“-Flair. Anne Thompson von IndieWire erinnert die Orchesterpartitur an die Musik von Bernard Herrmann für Citizen Kane.

## Auszeichnungen
Boston Society of Film Critics Awards 2020
- Runner-up in der Kategorie Beste Filmmusik (Trent Reznor und Atticus Ross)[11]

Chicago Film Critics Association Awards 2020
- Nominierung für die Beste Filmmusik (Trent Reznor und Atticus Ross)[12]

Critics’ Choice Movie Awards 2021
- Nominierung für die Beste Filmmusik (Trent Reznor und Atticus Ross)

Golden Globe Awards 2021
- Nominierung für die Beste Filmmusik (Trent Reznor und Atticus Ross)[13]

Hollywood Critics Association Awards 2020
- Auszeichnung mit dem Artisan Achievement Award (Trent Reznor und Atticus Ross)[14]

Hollywood Music in Media Awards 2021
- Nominierung für die Beste Filmmusik – Spielfilm (Trent Reznor und Atticus Ross)[15]

Houston Film Critics Society Awards 2021
- Nominierung für die Beste Musik[16]

Online Film Critics Society Awards 2021
- Nominierung für die Beste Filmmusik (Trent Reznor und Atticus Ross)[17]

Oscarverleihung 2021
- Nominierung für die Beste Filmmusik (Trent Reznor und Atticus Ross)

Satellite Awards 2020
- Nominierung für die Beste Filmmusik (Trent Reznor und Atticus Ross)[18]